# Desto vackrare blir jag
Desto vackrare blir jag är en kuplett med text av Karl Gerhard och musik av Jules Sylvain. Gerhard spelade själv in den på skiva 1931. Versernas innehåll spretar och det enda som enligt tidens typiska kuplettformat knyter ihop samtliga existerande verser är refrängfrasen "Desto vackrare blir jag". 

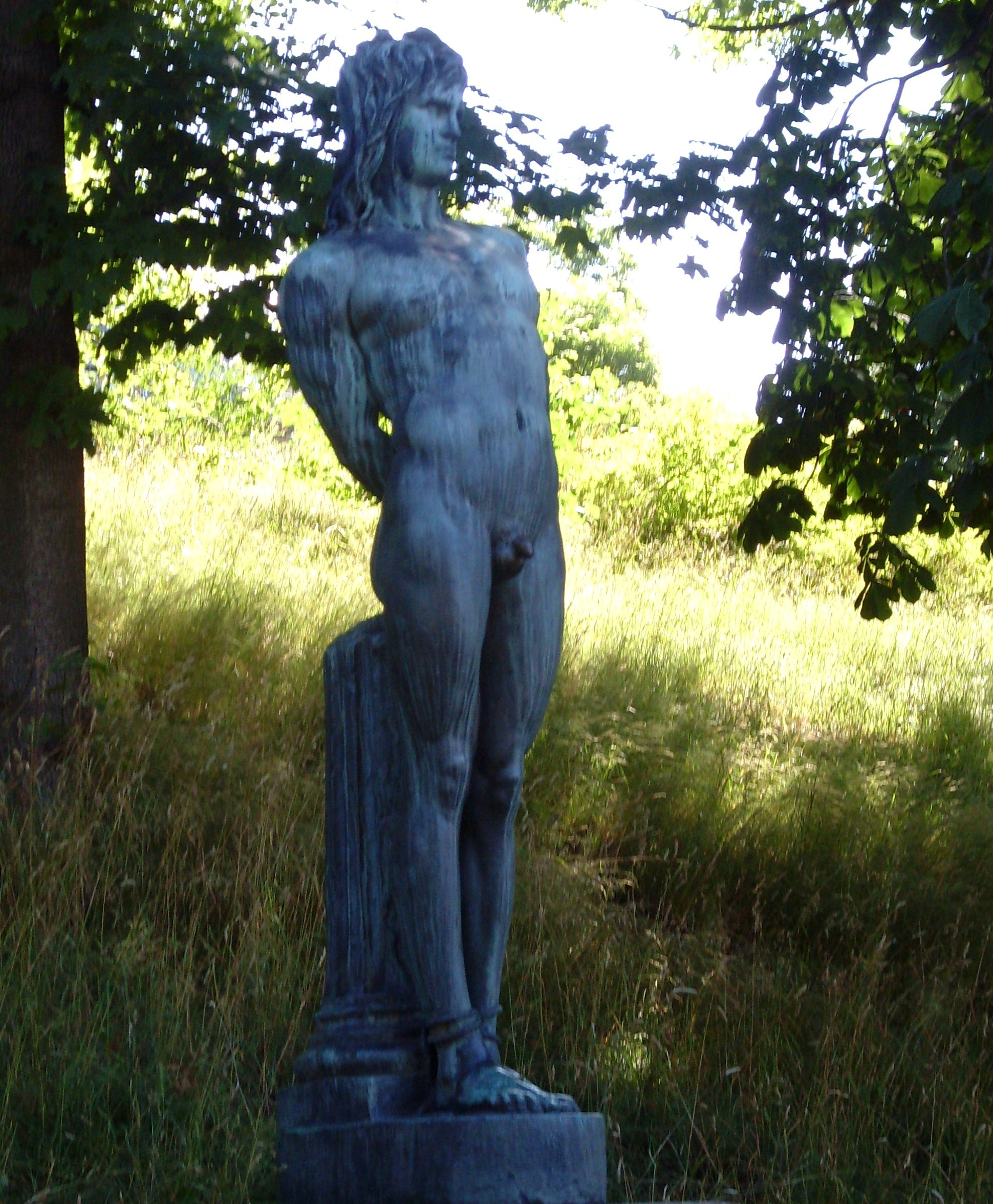
Fången viking av John Börjeson. Staty på Djurgården.

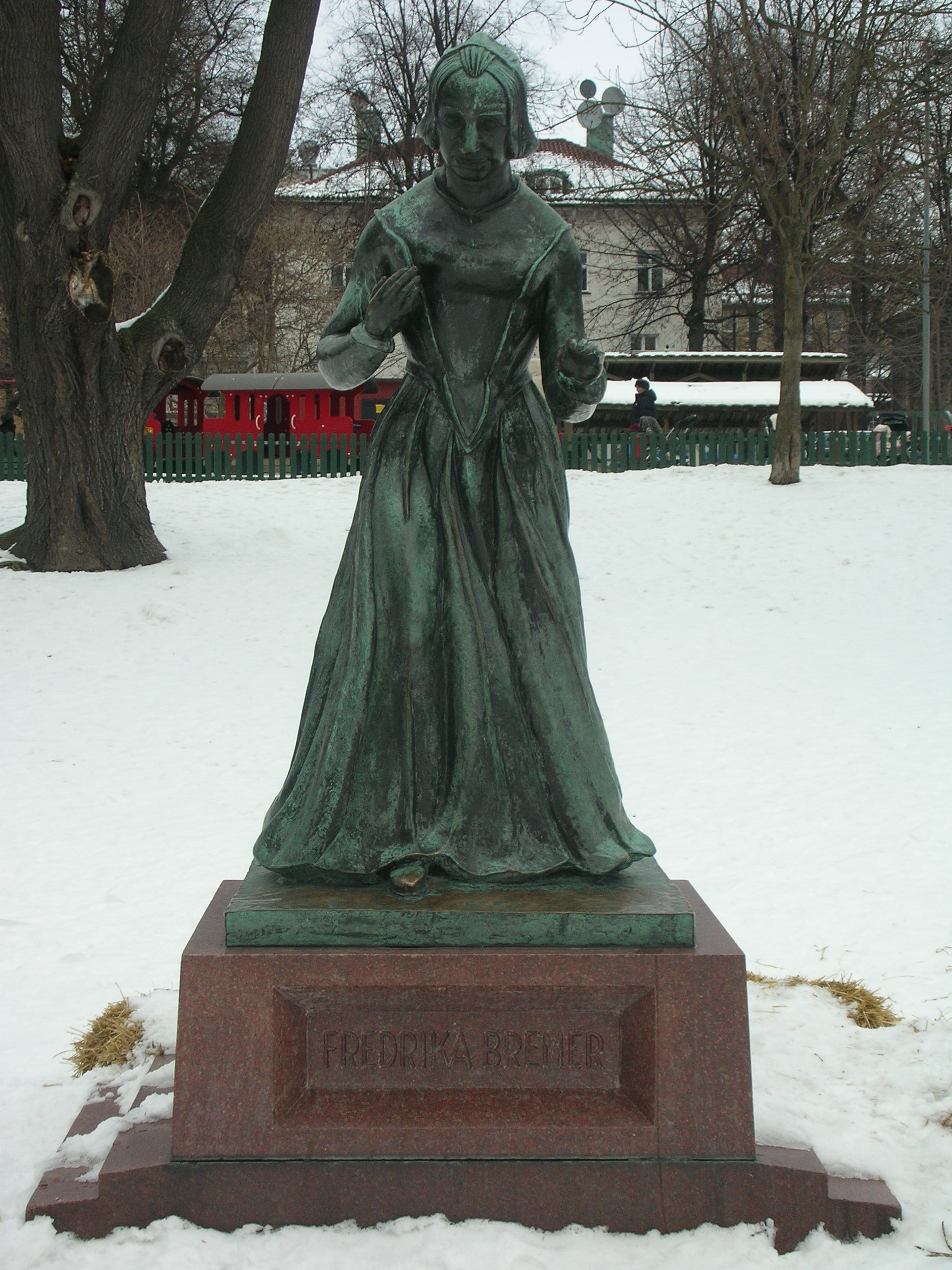
Fredrika Bremer-statyn i Humlegården, av Sigrid Fridman.

På musiktryck från Ernst Rolfs förlag 1931 finns fem verser, varav programbladet från Rolfs revy samma år inte erbjuder vers 3. Gerhards inspelning från 1931 innehåller enbart verserna 1, 2 och 4. Mellan de olika versionerna finns smärre skillnader i texten. 
I kuplettens första vers sjunger Gerhard att han i likhet med Gustav Fredriksson blir vackrare "för varje år jag i synden går" och ju mer hår han tappar. Han jämför sig med Ernst Rolf och menar att jämförelsen utfaller till hans egen fördel. 
Andra versen kommenterar Stockholms arkitektur och statyn av Fredrika Bremer i parken Humlegården, som orsakat debatt då många tyckt den var ful. Han menar att skulptören måste ha tänkt att desto vackrare blir hon själv. Sen sjunger han att "den statyn blitt rendez vous-plats för vartenda låghalt kärlekspar" och går över till att han själv har ett möte med "den söte" vid den staty som kallas Vikingen. "Han är naken och jag har kläder på så desto vackrare blir jag."
Tredje versen handlar om prinsessan Ingeborg. Den kommenterar hennes popularitet och den stora åldersskillnaden mellan henne och maken prins Carl och lägger en refrängrad i prinsessans mun att "desto kallare som min Calle är desto vackrare blir jag".
Fjärde versen behandlar Zarah Leanders resliga gestalt och djupa stämma, vilket enligt kritiker fick henne att framstå som en man. Gerhard menar i sången att detta är till hans egen fördel: "Ju mera karl hon i stämman har desto vackrare blir jag". I versen säger han också till Zarah Leanders chef att denne har så många fula herrar anställda, men denne ger svar på tal att han har "Niska, Lövås, Svasse" (Adolf Niska, Gustaf Lövås och Svasse Bergqvist) "och ju fulare Calle Hagman är desto vackrare blir jag". 
Femte versen behandlar en teateruppsättning med bland andra Tora Teje, vars man Herrman Sylwander var fotograf. Texten antyder att bilderna av Tora blir alltmer retuscherade, varför hon kan utbrista "för varje plåt han tar desto vackrare blir jag".
Desto vackrare blir jag är en av de Karl Gerhard-sånger som Magnus Uggla sjöng på sitt album Ett bedårande barn av sin tid.